# Bothrocara molle
Bothrocara molle är en fiskart som beskrevs av Bean, 1890. Bothrocara molle ingår i släktet Bothrocara och familjen tånglakefiskar. Inga underarter finns listade.